# Surinams nationella parti
Surinams nationella parti, Nationale Partij Suriname (NPS) är ett politiskt parti i Surinam, med huvudsakligt väljarstöd bland kreoler.
Partiet, som leds av Surinams president Ronald Venetiaan, ingår i valalliansen Nya Fronten för demokrati och utveckling.